# 636
Раннє Середньовіччя. Триває чума Юстиніана. У Східній Римській імперії продовжується правління Іраклія. Частина території Італії належить Візантії, на решті лежить Лангобардське королівство. Франкське королівство об'єдналося під правлінням Дагоберта I. Іберію займає Вестготське королівство. В Англії триває період гептархії. Авари та слов'яни утвердилися на Балканах. Центр Аварського каганату лежить у Паннонії. У Моравії утворилася перша слов'янська держава Само.
У Китаї триває правління династії Тан. Індія роздроблена. В Японії триває період Ямато. У Персії править династія Сассанідів. Арабський халіфат захопив Сирію. У степах над Азовським морем утворилася Велика Булгарія.
На території лісостепової України в VII столітті виділяють пеньківську й празьку археологічні культури. У VII столітті продовжилося швидке розселення слов'ян. У Північному Причорномор'ї співіснують різні кочові племена, зокрема кутригури, утигури, сармати, булгари, алани, авари, тюрки.

## Події
- У битві на річці Ярмук між 15 і 20 серпня араби на чолі з Халідом ібн Валідом завдали поразки візантійським військам, практично завершивши завоювання Сирії. Ця битва вважається однією із найбільш поворотних у світовій історії.
- Між 16 і 19 листопада араби завдали поразки перському війську в битві при Кадісії.
- Лангобардське королівство очолив Ротарій.
- Вестготське королівство очолив Хінтіла.
- Облога Єрусалима (636–637)